# Intel Personal Development System
Das Intel Personal Development System (kurz: iPDS) ist ein tragbares Mikroprozessor- und Mikrocontroller-Entwicklungssystem der Firma Intel für die 8-Bit-Prozessoren 8080, 8085 sowie für die MCS-48- und MCS-51-Systeme. Auf der Hauptplatine sitzt als Hauptprozessor ein 8085A-2 mit 5 MHz, 64 KByte RAM und 2 KByte ROM, ferner die I/O-Ports für Drucker (Centronics), RS-232C, Emulator und PROM-Programmiereinrichtung sowie der Controller CRT und Tastatur.